# Мать Тьма
«Мать Тьма» (в других переводах — «Порожденье тьмы ночной», «Матерь Тьма»; англ. Mother Night) — роман Курта Воннегута, написан в 1961 году. В романе хладнокровно и с бесподобным висельным юмором исследуется роль отдельно взятого шпиона в судьбах нации и внутренний мир самого шпиона.

Это единственная из моих книг, мораль которой я знаю. Не думаю, что эта мораль какая-то удивительная, просто случилось так, что я её знаю: мы как раз то, чем хотим казаться, и потому должны серьёзно относиться к тому, чем хотим казаться.
…
Если б я родился в Германии, я думаю, я был бы нацистом, гонялся бы за евреями, цыганами и поляками, теряя сапоги в сугробах и согреваясь своим тайно добродетельным нутром. Такие дела.

Книга, посвящённая Мате Хари, представляет собой вымышленную автобиографию Говарда У. Кэмпбелла-младшего, который пишет её в израильской тюрьме в ожидании суда за военные преступления. Его образ, вероятно, в самых общих чертах, был навеян историями нацистского радиопропагандиста Уильяма Джойса и американского поэта Эзры Паунда, вещавших на английском языке. Кэмпбелл появляется также в кратком эпизоде более позднего романа Воннегута «Бойня номер пять».
В 18-й главе «Сексуальная революция» книги «Вербное воскресенье: автобиографический коллаж» Воннегут ставит оценки своим произведениям; «Мать Тьма» он оценил на 5 баллов из 5 возможных.

## Название
Название взято из монолога Мефистофеля в «Фаусте» Гёте:

Я часть части, которая вначале была всем, часть Тьмы, родившей свет, тот надменный свет, который теперь оспаривает у Матери Ночи её давнее первенство и место, но, как ни старается, победить её ему не удается, ибо, устремляясь вперёд, он оседает на телах. Он струится с тел, он их украшает, но они преграждают ему путь, и, я надеюсь, недалёк тот час, когда он рухнет вместе с этими телами.

В переводе с немецкого Б. Л. Пастернака приведённый отрывок звучит так:

Я — части часть, которая была

когда-то всем и свет произвела.

Свет этот — порожденье тьмы ночной

и отнял место у неё самой.

Он с ней не сладит, как бы не хотел.

Его удел — поверхность твёрдых тел.

Он к ним прикован, связан с их судьбой

лишь с помощью их может быть собой.

И есть надежда, что когда тела

разрушатся, сгорит и он дотла.

Это дало основание Юрию Зараховичу озаглавить свой перевод романа «Порожденье тьмы ночной».

## Сюжет
Говард У. Кэмпбелл-младший — американец, выросший в Германии и решивший не уезжать из неё перед Второй мировой войной. Это писатель и драматург, он страстно любит свою жену, к нацизму и к политике вообще равнодушен.
Однажды он оказывается завербован американской разведкой.

Он не назвал главной причины, по которой можно было ожидать, что я пойду по этому пути и стану шпионом. Главная причина в том, что я бездарный актёр. А как шпион такого сорта, о котором шла речь, я имел бы великолепную возможность играть главные роли. Я должен был, блестяще играя нациста, одурачить всю Германию, и не только её.

И я действительно всех одурачил. Я стал вести себя как человек из окружения Гитлера, и никто не знал, каков я на самом деле, что у меня глубоко внутри.
Кэмпбелл вёл передачи на радио, в которых активно пропагандировал фашистскую идеологию на английском языке. И только три человека в мире, не считая его самого, знали, что в них он передаёт важные сообщения для американской разведки. Сообщения были закодированы в изменениях речи — паузах, ударениях, покашливаниях, запинках и так далее. Сам Кэмпбелл не знал, какую именно информацию он передаёт.
Кроме пропаганды по радио, Кэмпбелл также с энтузиазмом придумывал другие способы укрепления нацистской идеологии — например, нарисовал мишень в виде карикатуры на еврея. Кэмпбелл, обладая определённым чувством юмора, иногда намеренно использовал явные нелепости в своей пропаганде. Тем не менее фашисты не только не замечали этого, но и свято верили этим нелепостям и становились его горячими поклонниками. Для всех, кроме троих посвящённых, Кэмпбелл был одним из самых страшных военных преступников. Он сам никого не убивал, не мучил и не отдавал таких приказов. Тем не менее его пропаганда оказалась столь действенной, что он не мог быть не причастен к гибели миллионов людей.
Кэмпбелл полностью осознавал всю чудовищность своего облика. Часто он задавался вопросом, чему он послужил больше — нацизму или победе над ним. Единственным, что не давало ему сойти с ума, была его жена Хельга — она была для него единственным смыслом жизни, как и он для неё. Последняя пьеса Кэмпбелла, которую он начал писать до вербовки и не закончил, называлась «Государство двоих» — о том, что в настоящем любовном союзе двоим нет дела ни до чего, что происходит вне их собственного, отдельного государства.
В конце войны американские солдаты должны были повесить Кэмпбелла, но тут ещё раз появился Фрэнк Виртанен и переправил его в Нью-Йорк, где он долгие годы прожил в одиночестве, особенно не скрываясь — даже с настоящим именем на почтовом ящике. Совершенно случайно его сосед по дому и лучший друг оказался советским шпионом. Он сообщил адрес Кэмпбелла одному из сумасшедших американских нацистов-энтузиастов и таким образом привлёк к нему внимание.
Жена Кэмпбелла, много лет назад пропавшая без вести на войне, неожиданно приходит к нему домой. После фантастической ночи любви эта женщина призналась, что она на самом деле не Хельга, а её младшая сестра Рези. Позже оказалось, что и Рези стала советской шпионкой, что не мешало ей безумно любить Кэмпбелла.
Через пару дней Кэмпбелла вместе с его русским соседом, Рези и полоумными поклонниками-нацистами задержали американские спецслужбы. Рези покончила с собой, проглотив яд, хотя ей не грозило ничего, кроме выдворения из страны. Тем не менее Кэмпбелла снова очень быстро отпустили, вероятно, из-за очередного вмешательства Виртанена. Он вернулся домой и нашёл там американского солдата О’Хару, неудачника, считавшего целью своего существования убийство Кэмпбелла. (В своё время именно О’Хара взял Кэмпбелла в плен в Германии). О’Хара был пьян, без оружия и даже не ожидал сопротивления, поэтому Кэмпбелл сломал ему руку и вышвырнул его на лестницу. По словам Кэмпбелла, это был первый акт насилия, который он совершил в своей жизни.
После стычки с О’Харой Кэмпбелл решил добровольно сдаться и для этого посреди ночи пошёл к соседу — врачу-еврею. В конце концов Кэмпбелла выдали Израилю. Он сообщил своему адвокату про тайную работу на Фрэнка Виртанена, однако власти Соединённых Штатов отрицали, что человек с таким именем когда-либо имел отношение к государственным службам.
Помимо прочего Кэмпбелл узнаёт, что чемодан с его идеалистическими пьесами и стихами, которые он писал до войны и навсегда забросил, нашёл некий русский переводчик и с большим успехом опубликовал их на русском языке под своим именем. Таким образом, у Кэмпбелла не осталось ничего, принадлежащего ему настоящему — ни жены, ни друга, ни творчества. Он особенно расстроился, узнав, что сам передавал сообщение об исчезновении Хельги, не осознавая этого.
Перед самым судом неожиданно приходит письмо от человека, называвшего себя Фрэнком Виртаненом, в котором он раскрывает своё настоящее имя и подтверждает вклад Кэмпбелла в борьбу с фашизмом. Вероятно, теперь Кэмпбелла отпустят на свободу. Тем не менее ему тошно при мысли об этом и он решает покончить с собой — «повесить Говарда У. Кэмпбелла-младшего за преступления против самого себя».